# جولین وردونک
جولین وردونک (انگلیسی: Julien Verdonck) ژیمناست هنری اهل بلژیک بود.
از افتخارات وی میتوان به کسب مدال نقره تیمی تمام اسباب مردان در بازی‌های المپیک تابستانی ۱۹۲۰ اشاره کرد.